# نهر غاشي
 ميل²)
نهر غاشي (بالألبانية: Lumi i Gashit)‏ هو نهر طويل يقع في تروبويو، شمال ألبانيا. يبلُغ طول النهر 27 كيلومتر (17 ميل)، وهو أيضا محمية طبيعية تمتد على مساحة 3,000 هكتار (7,400 أكر). تُشكل المحمية الطبيعية جزءًا من الحزام الأخضر الأوروبي، أما النهر فتم الإعلان عنه كموقع للتراث العالمي وهو جُزء ضمن موقع غابات الزان القديمة والبدائية في منطقة الكاربات ومناطق أخرى من أوروبا.
يقع النهر في الجزء الشرقي من جبال الألب الألبانية عند ارتفاع 2,175 متر (7,136 قدم) فوق مستوى سطح البحر.

## أُنظر أيضا
- جغرافيا ألبانيا
- نهر درين
- مواقع التراث العالمي في ألبانيا